# Гандбол в Азербайджане
Гандбол в Азербайджане — направление развития спорта Азербайджана.

## История

### Период Азербайджанской ССР
Первые попытки развить гандбол в Азербайджане пришлись на 1926 — 1928 годы. Однако, в тот период более популярны были футбол, баскетбол и волейбол. И игра не прижилась.
Начало развития гандбола в Азербайджане приходится на 1955 год. В 1955 году В. Черногорцев, окончив образование в Ленинграде, организует в Баку семинары и даёт сведения о гандболе. Организуются первенства по гандболу, товарищеские и выставочные игры, семинары для тренеров и судей.
Команда Баку участвовала на первом чемпионате СССР по гандболу (1956, Вильнюс). 
В 1956 году были организованы обучающие курсы по гандболу для студентов. В них участвовали преподаватели Института физической культуры и спорта Азербайджана В. И. Сорокин, Н. Алиев. 
Первая профессиональная команда по гандболу в Азербайджанской ССР была организована В. И. Сорокиным при Институте физической культуры и спорта.
В Баку были организованы команды «Спартак», «Динамо», «ОИК» и «Буревестник», и среди них было проведено первенство г. Баку по гандболу. 
Команда «ОИК», созданная из студентов, участвовала в первенстве СССР по гандболу 1958 года (Воронеж).
В октябре 1958 года в Баку был проведён матч между сборной Баку и сборной Тбилиси. Сборная Баку одержала победу со счётом 12:6.
С 1956 по 1961 год было проведено 6 первенств СССР по гандболу. Соревнования проводились по схеме 11 x 11. Сборная Баку участвовала в данных соревнованиях.
В 1962 году впервые было проведено первенство СССР по гандболу по схеме 7 x 7. В этом первенстве участвовало Динамо (Баку). Динамо заняло третье место в полугруппе (Тбилиси).
Игроки Баку играли и по схеме 11 x 11 (с участием 11 игроков в команде), и по схеме 7 x 7 (с участием 7 игроков в команде).
С участием В. И. Сорокина была также создана женская команда по гандболу. Женская команда «Локомотив» (Баку) участвовала в первенстве СССР по гандболу 1962 года по схеме 7 x 7, и заняла 5 место из 18 участвовавших команд.
В 1963 году «Динамо» (Баку), в отборочных играх обыграв «Буревестник» (Тбилиси) со счётом 13:11, вышло в финальную стадию первенства СССР. В финальных соревнованиях среди 12 участников Динамо заняло 6 место. В состав данной команды входили А. Чолакоглу, А. Шиляев, В. Короткий, А. Пахунков, А. Гулиев, В. Киричек, Т. Мехдибейли.
С 1963 по 1969 год «Динамо» (Баку) участвовало в высшей лиге первенства СССР по гандболу.
С 1965 года женская команда по гандболу «Спартак» (Баку) участвовала в чемпионате СССР по гандболу. В 1965 году «Спартак» завоевал бронзовые медали чемпионата СССР. В состав команды входили Рафига Шабанова, Валида Гамидова, Галина Камышникова (вратарь). 
С 1970 по 1974 год Спартак занимал пять раз подряд второе место в первенстве СССР.
С 1974 года соревнования по гандболу начали проводиться в регионах Азербайджана.
Среди игроков в гандбол периода Азербайджанской ССР можно выделить В. Козлова, Й. Клейнера, В. Короткого, А. Чолакоглу, А. Шиляева, Ч. Ахундова, К. Кебирлинского, Л. Лексутова, В. Ботова, В. Киричек, Н. Мамедова, Р. Садыгова, А. Новичкова, В. Нечай, И. Аскерова.
Среди игроков, судей и тренеров этого периода можно выделить В. Сорокина, А. Зубкова, В. Зубкова, А. Пахункова, В. Козлова, Т. Мехдибейли, З. Гасымова, В. Шагина, Дж. Мамедова, Д. Глушко, 
Долгое время показывали хорошие результаты В. Короткий, А. Чолакоглу, В. Киричек, В. Худоягко, А. Фарзалиев, В. Масалов, И. Лексутов, В. Иванов, В. Сологубов, В. Мокроусов, А Агаев, В. Уткин, М. Хаметов, В. Нечай, А. Петров, Г. Панин, В. Алиев, Ч. Азимов, А. Мамедов, Вадим Хейбар оглу Гулиев.
Команда «ФСТ» (Баку) (Фабрикаспорттоваров) с 1975 по 1990 год пять раз становилась второй, пять раз занимала третье место.
В 1976 году Международной федерацией гандбола учрежден Европейский кубок по гандболу среди обладателей кубков своих стран. Завоевавший серебряную медаль в чемпионате СССР Спартак (Баку), принял участие в розыгрыше Кубка европейских кубков 1976-77.
В 1983 году женская команда «Автомобилист» (Баку) занял третье место в первенстве СССР, и стала обладателем Кубка европейских кубков. В состав команды входила Асмира Аскерова. Она неоднократно призывалась в ряды сборной СССР. В составе сборной СССР по гандболу на играх доброй воли «Дружба 1984» Асмира Аскерова завоевала золотую медаль.
Рафига Шабанова и Людмила Шубина завоевали золото в соревнованиях по гандболу на Олимпийских играх в Монреале. Долгое время являвшаяся членом команды «Автомобилист» Лариса Савкина завоевала золотую медаль на Олимпиаде в Москве.
В составе сборной СССР по гандболу на Олимпиаде 1988 года в Сеуле Элина Гусева завоевала бронзовую медаль.
Людмила Шубина и Марина Джафарова являются призёрами чемпионата мира.
Светлана Мозговая, Лина Неудахина, Елена Калашникова являются чемпионами мира среди юношей.
Среди женских игроков в гандбол можно выделить Ш. Камышинскую, Н. Осетинскую, Г. Дунчеву, Г. Пригодскую, Н. Маслову, А. Дейнеко, С. Мирзяеву, Н. Трефилову, О. Недид, В. Гамидову, Т. Мамедову, А. Аскерову (Вахабзаде), Г. Нагибейову, Л. Карлову, М. Танкаскую, Р. Хаметову.
Женские команды Азербайджанской ССР «ФСТ», «Спартак», «Автомобилист» завоевали 9 серебряных, 7 бронзовых медалей чемпионата СССР по гандболу.

### 1990-е
С 1991 года действовали команды «Айпара», «Бакинка», «Халита», «ABU».
Женская команда «Бакинка» стала серебряным призёром Открытого чемпионата СНГ по гандболу 1992 года.

### 2000-е
В 2002 году в Баку Федерацией гандбола Европы был организован Кубок вызова.

## Общие сведения
Федерация гандбола Азербайджана учреждена в 1992 году. 
В 1992 году Азербайджан стал членом Европейской федерации гандбола и Международной федерации гандбола.

## Премьер-лига
Азербайджанская премьер-лига по гандболу учреждена в 1993 году. В премьер-лиге участвуют 12 команд.
Чемпионы Азербайджана по гандболу
| Год  | Команда         |
| ---- | --------------- |
| 1994 | Umud Baku       |
| 2002 | HC Spartak Baku |
| 2003 | DIN Baku        |
| 2004 | DIN Baku        |
| 2005 | DIN Baku        |
| 2006 | DIN Baku        |
| 2007 | DIN Baku        |
| 2015 | AZAL Baku       |
| 2016 | Mahsul-Nasimi   |
| 2017 | Mahsul-Nasimi   |
| 2018 | HC Baku         |

## Женская премьер-лига
Организована в 1993 году.
Чемпионы Азербайджана по гандболу
| Год  | Команда     |
| ---- | ----------- |
| 1993 | Halita Baku |
| 1994 | Halita Baku |
| 1995 | Halita Baku |
| 2001 | ABU Baku    |
| 2002 | ABU Baku    |
| 2003 | ABU Baku    |
| 2004 | ABU Baku    |
| 2005 | ABU Baku    |
| 2006 | ABU Baku    |
| 2007 | ABU Baku    |
| 2008 | ABU Baku    |
| 2009 | ABU Baku    |
| 2010 | ABU Baku    |
| 2011 | ABU Baku    |
| 2012 | ABU Baku    |
| 2013 | ABU Baku    |
| 2014 | ABU Baku    |
| 2015 | ABU Baku    |
| 2016 | ABU Baku    |

## Международные соревнования

### Мужская сборная
На Чемпионате развивающихся стран по гандболу 2017 года сборная заняла 10 место, на чемпионате 2019 года — также 10 место, и на чемпионате 2023 года — 12 место.
Сборная Азербайджана по гандболу на IV Играх исламской солидарности заняла 5 место, и на V Играх исламской солидарности — 6 место.
В отборочном турнире к ЕВРО-2026 сборная заняла третье место в квалификационной фазе 1, не пройдя в раунд на вылет.

### Женская сборная
На отборочном турнире к чемпионату мира 2010 года в Черногории сборная заняла второе место.
Женская сборная Азербайджана по гандболу завоевала золото на IV Играх исламской солидарности, и серебряные медали на V Играх исламской солидарности.